# Walter Avarelli
Walter Avarelli (Roma, 3 giugno 1912 – Roma, 1987) è stato un magistrato e giocatore di bridge italiano.

## Biografia
Terzo e ultimo figlio di Diego Avarelli, presidente onorario della Corte dei Conti, e Amelia Scarlatti, nasce a Roma, il 3 giugno del 1912, nel palazzetto della famiglia materna di origini fiorentine, gli Scarlatti, sito nel rione Castro Pretorio. Il padre Diego discende da una potente ed influente famiglia borghese del crotonese, legatasi all'aristocrazia tropeana tramite i Barone.
Walter, al pari degli altri fratelli, frequenta il liceo classico Torquato Tasso, e come il fratello maggiore, Gennaro Avarelli, studierà legge presso l'Università La Sapienza. Conclusi gli studi universitari, vince il concorso pubblico per un posto presso la Corte dei Conti, dove il nome Avarelli non è del tutto sconosciuto, grazie al padre Diego, Presidente di Sezione, e allo zio Francesco, Consigliere della Corte, venuto a mancare qualche anno prima.
Contrae matrimonio con Vera Miradanti. Gli studi e la carriera non gli impediscono di appassionarsi alle corse di macchine e al bridge. Walter frequenta i tavoli da bridge. È stato membro del Blue Team, la nazionale italiana di bridge che ha dominato la scena internazionale dalla metà degli anni cinquanta fino agli anni settanta, con cui è stato 9 volte campione mondiale, 3 volte campione olimpico e 4 volte campione europeo.
Ha fatto coppia a lungo con Giorgio Belladonna con il quale ha sviluppato il sistema licitativo noto come Fiori romano. È stato anche l'inventore di una nota convenzione per la richiesta degli Assi che ha poi preso il suo nome.
Lasciato il Blue Team nei primi anni settanta, si è dedicato prevalentemente all'attività di arbitro nelle competizioni nazionali e internazionali di bridge.
Nel 1977 è Presidente di Sezione della Corte dei Conti.

## Palmarès
Bermuda Bowl (World Team Championships)
- 1957, New York
- 1958, Como, Italia
- 1959, New York City, USA
- 1961, Buenos Aires, Argentina
- 1962, New York City, USA
- 1965, Buenos Aires, Argentina
- 1966, Saint-Vincent, Italia
- 1967, Miami Beach, USA
- 1969, Rio de Janeiro, Brasile

World Team Olympiads
- 1964, New York, USA
- 1968, Deauville, Francia
- 1972, Miami Beach, USA

European Team Championships
- 1956, Stoccolma, Svezia
- 1957, Vienna, Austria
- 1958, Oslo, Norvegia
- 1959, Palermo, Italia

## Pubblicazioni
- Il sistema Fiori Romano, Tip. Ars Nova, Roma, 1958 (con Giorgio Belladonna).